# Centro de Comercio Internacional
Le Centro de Comercio Internacional est un gratte-ciel situé à Bogota en Colombie.
Il compte 50 étages, 17 ascenseurs différents et possède une hauteur totale de 192 mètres.
Il s'agit de la deuxième tour la plus haute de Bogota et de la Colombie après la tour Colpatria.